# Immeuble du 23 rue Vauquelin à Caen
L'immeuble du 23 rue Vauquelin est un édifice situé à Caen, dans le département français du Calvados, en France. Il est inscrit au titre des monuments historiques.

## Localisation
Le monument est situé au no 23 rue Vauquelin, dans le centre-ville ancien de Caen.

## Historique
L'immeuble est construit sur un terrain appartement à l'abbaye d'Ardenne.
Les façades et les toitures sont inscrites au titre des monuments historiques depuis le 2 juillet 1973.

## Architecture
L'immeuble est en pierre de Caen.